# Sac sous vide
 (décembre 2013).
Si vous disposez d'ouvrages ou d'articles de référence ou si vous connaissez des sites web de qualité traitant du thème abordé ici, merci de compléter l'article en donnant les références utiles à sa vérifiabilité et en les liant à la section « Notes et références ».

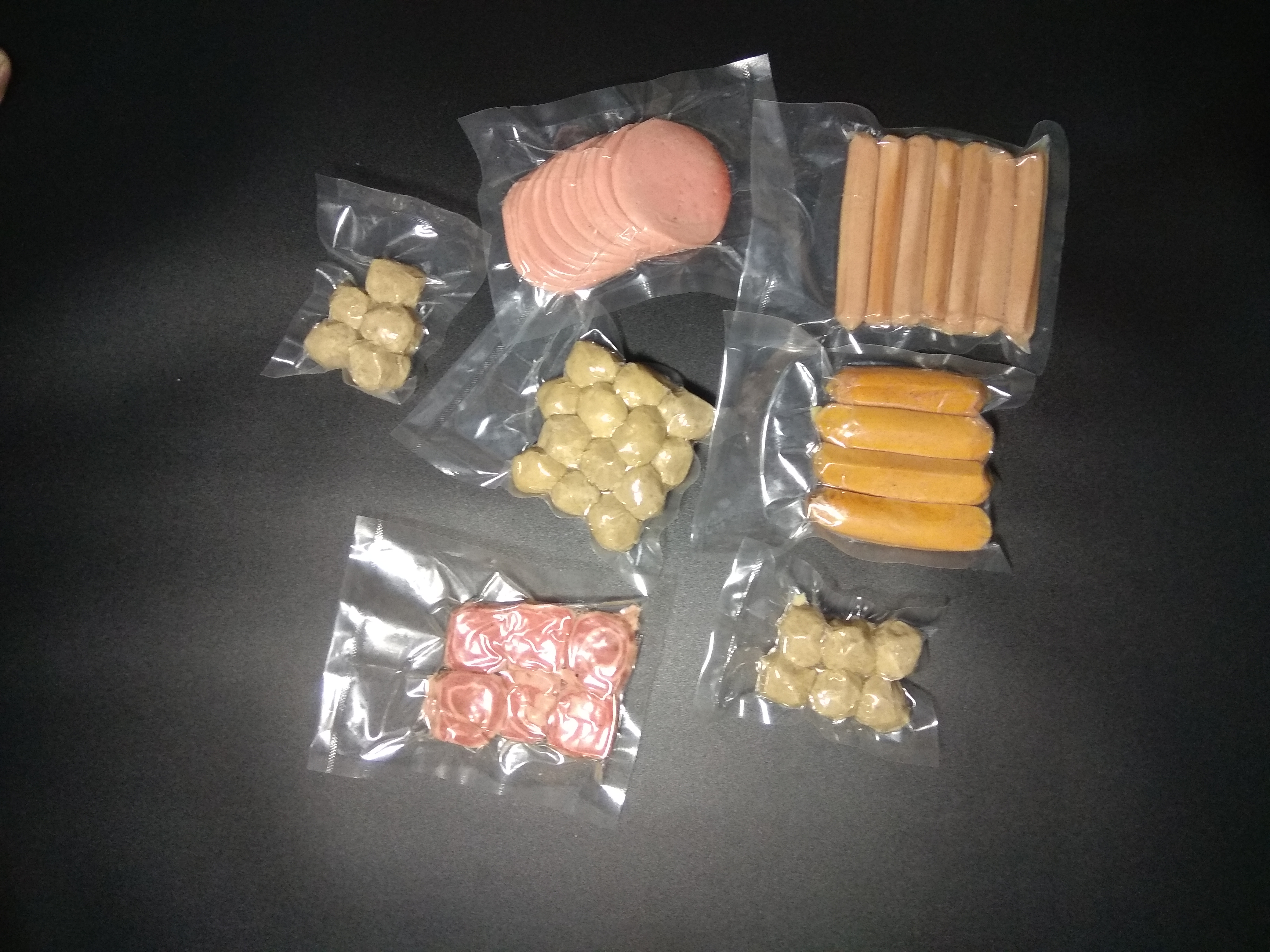
Sacs sous vide de produits alimentaires.

Un sac sous vide ou sachet sous vide est un emballage dans lequel l'air a été retiré. Cette technique vise à réduire l'atmosphère dans le paquet pour protéger et préserver son contenu.
Les premiers aliments à bénéficier de cette technique furent les arachides décortiquées, le café torréfié et moulu, mais ce procédé concerne désormais la viande, la volaille, les fruits de mer, les légumes et le fromage. Bien qu'utilisés majoritairement pour les produits alimentaires, ces sachets peuvent également préserver certains produits non alimentaires.

## Avantages
Les sachets sous vide, grâce à leur étanchéité, servent de protection contre l'eau, la poussière et les micro-organismes.
Le développement de ceux-ci étant réduit sans oxygène, les aliments périssables restent frais plus longtemps.
Le matériau de ces sachets est souvent une barrière à l'oxygène qui ne peut se réintroduire, car l'oxygène cause la dégradation des protéines, des lipides (graisses) et des hydrates de carbone, provoquée par des bactéries et/ou enzymes naturellement présents dans les aliments.
Cette barrière étanche évite la perte d'humidité dans les produits tels que la viande et le fromage, ainsi les produits ne perdent pas de poids pendant leur conservation avant de les consommer. De même, les produits secs reçoivent une protection optimale contre la pénétration d'humidité. Enfin, les sachets sous vide apportent ainsi la meilleure protection aux articles métalliques, tels que les pièces ou composants électriques ou industriels, en évitant l'oxydation et protéger de la corrosion par exemple.
Toutes ces qualités réunies préservent la stérilité d'articles tels que les produits médicaux et pharmaceutiques.
Dernier avantage logistique, pour gagner de la place lors de leur transport, des couettes, des parkas et même des matelas peuvent être livrés en sac sous vide. Une fois le sachet ouvert, il est impossible de ranger à nouveau le produit dedans.

## Présentations
Les sachets sous-vide sont produits dans d'innombrables formes différentes, styles et tailles : 
- sachets à soudures latérales,
- sachets refermables,
- doypack ou sachets à fond plat (tiennent debout)[1],
- sachets métallisés,
- sachets pour cuisson dans l'emballage (supportent le bain-marie)

## Technologie
Le sac ou sachet sous vide est avant tout un sac plastique. Il existe depuis les débuts de l'emballage souple, c'est-à-dire la fabrication de film plastique ou complexe métalloplastique thermo-soudable. Le film est obtenu par association de matériaux aux caractéristiques complémentaires, il permet de façonner des sacs ou sachets soit chez un producteur d'emballages, soit sur la ligne de conditionnement elle-même (procédé flow-pack). Le sachet est conditionné avec toutes ses soudures sauf une, là où est introduite la canule d'aspiration. Une pompe à vide enlève l'air et le film se plaque sur le produit, les mâchoires de soudure se resserrent et la canule s'éloigne avant la soudure finale qui assure l'étanchéité.
Certains produits peuvent ultérieurement relarguer du gaz qui efface l'effet de peau de l'emballage, par exemple des produits poreux au sein desquels il est très difficile de faire le vide ou des aliments dit "respirants" comme le café, les fruits.
Toutefois, la technologie d'emballage sous-vide ne convient pas à tout produit. Par exemple la salade verte, les chips ne peuvent être conditionnés de cette façon ; car tout serait réduit en bouillie. De son côté, la viande rouge ainsi conservée a tendance à grisailler ; on peut dire que l'emballage sous vide agit sur elle comme un garrot. On l'emballera donc de préférence dans un sachet opaque ou métallisé car sa belle coloration appétissante revient après quelques instants à l'air libre. Sinon, pour la viande ou la salade, on peut recourir au conditionnement sous atmosphère protectrice.
Les aliments emballés en sac sous vide se conservent parfois à température ambiante mais, le plus souvent, au réfrigérateur. Plus rarement, certains sont congelés sous vide car la conservation sous vide permet d'éviter une brûlure de ces produits congelés par le froid. En effet, grâce à l'emballage plastique qui leur fait une peau, ils ne sont pas en contact direct avec l'air froid ; cela ajoute aux avantages du surgelé ceux du conditionnement sous-vide (barrière aux gaz...).
Pour aller dans le même sens, il arrive de rétracter les sacs sous vide. Cela ne concerne pas seulement les denrées surgelées, cette méthode permet au sac d'épouser parfaitement le produit et de ce fait d'avoir un produit bien lisse et brillant, donc plus vendeur, avec beaucoup moins d'exsudat dans le sac.
Ne pas confondre le conditionnement sous-vide (conservation d'un aliment) et la cuisine sous vide (cuisson d'un aliment).

## Contrôle Qualité
Le contrôle qualité des emballages sous vide est généralement effectué après une période de stockage en quarantaine (variable selon les aliments), et généralement autour de 48h, avant disponibilité complète pour la livraison.
Ce temps d'attente permet à l'industriel, ou au restaurateur, de visualiser le remontée de l'emballage à pression atmosphérique et donc la perte de contact du film avec l'aliment emballé. L'emballage a alors un aspect bombé.
Ce délai d'attente peut être réduit avec une méthode de détection de fuite instrumentée qui permet d'identifier immédiatement les défauts liés au film (perforation par une plume ou un débris d'os dans le secteur volaille), les problèmes de soudure liés aux réglages de la conditionneuse ou au film, les fuites de clapets (dans le café),...